# Sandneskalven
Sandneskalven är en kulle i Antarktis. Den ligger i Östantarktis. Norge gör anspråk på området. Toppen på Sandneskalven är 1 684 meter över havet.
Terrängen runt Sandneskalven är huvudsakligen platt, men västerut är den kuperad. Trakten är obefolkad. Det finns inga samhällen i närheten. 